# Mount Razorback
Mount Razorback är ett berg i Antarktis. Det ligger i Östantarktis. Nya Zeeland gör anspråk på området. Toppen på Mount Razorback är 1 600 meter över havet.
Terrängen runt Mount Razorback är huvudsakligen lite bergig. Trakten är obefolkad. Det finns inga samhällen i närheten. 